# Curt Meyer (Mathematiker)
Curt Meyer (* 19. November 1919 in Lehe; † 18. April 2011 in Herkenrath, Stadtteil von Bergisch Gladbach) war ein deutscher Mathematiker, der sich mit Zahlentheorie beschäftigte. Er war ab 1966 Lehrstuhlinhaber in Köln.

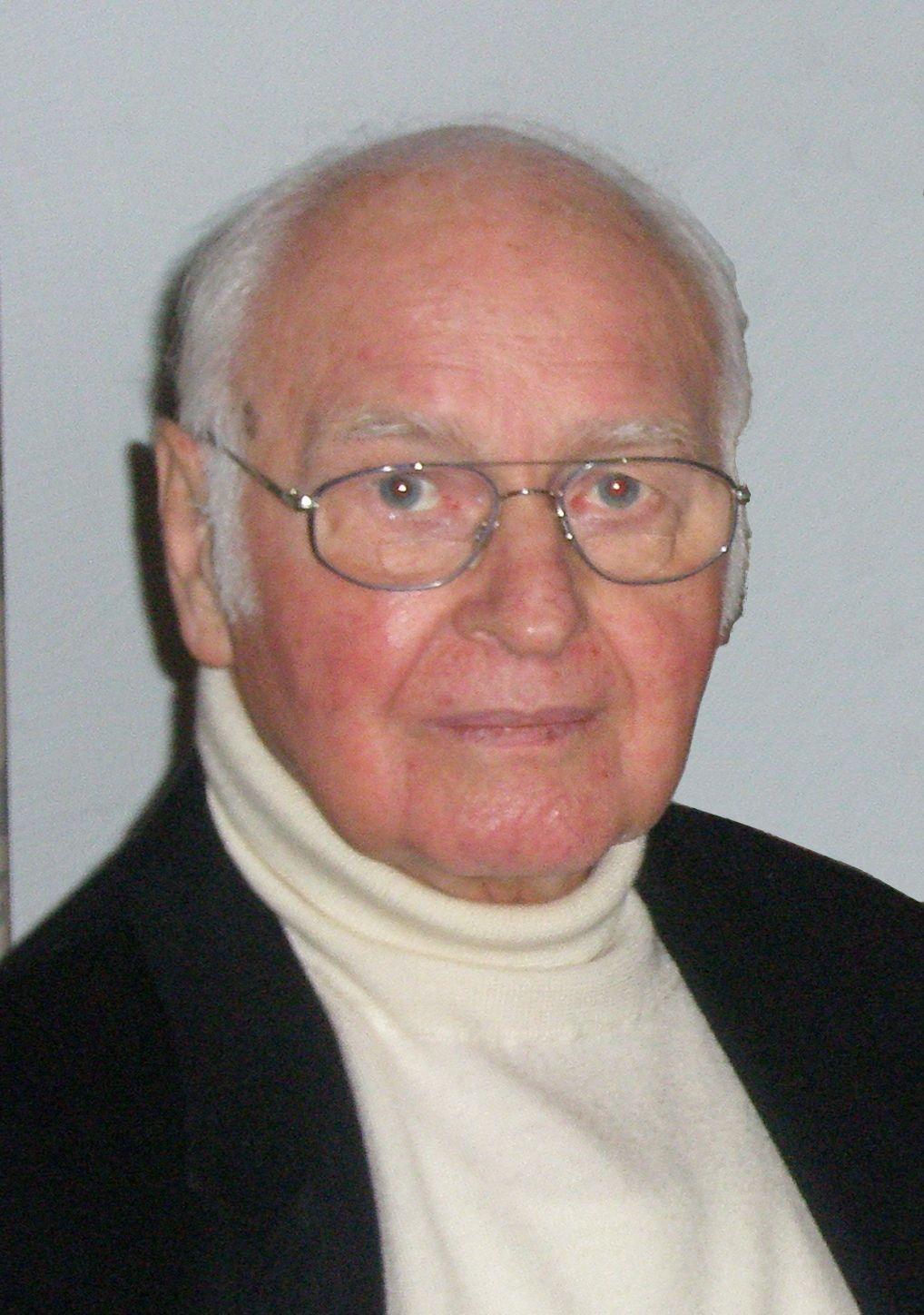
Curt Meyer (2007)

## Leben
Meyer wuchs in Bremerhaven auf, studierte ab 1937 Mathematik, Physik und Philosophie in München und Göttingen und legte 1940 an der Universität Göttingen sein Staatsexamen ab. Er leistete Wehrdienst bei der Marine von 1941 bis 1945. Es folgte eine Assistententätigkeit in Berlin, mit der 1951 erfolgten Promotion zum Dr. rer. nat. an der Humboldt-Universität Berlin unter Helmut Hasse bis hin zur Habilitation 1955 an der Universität Hamburg mit Ernennung zum Privatdozenten und Beginn der Lehrtätigkeit. Im Jahr 1961 wurde Meyer außerplanmäßiger Professor, 1965 Wissenschaftlicher Rat und Professor. 1966 wurde er zum ordentlichen Professor für Mathematik an die Universität zu Köln berufen, eine Stelle, die er von 1966 bis zu seiner Emeritierung 1985 ausfüllte.
In seinen wissenschaftlichen Arbeiten behandelte Curt Meyer Zusammenhänge zwischen arithmetisch definierten Größen (Einheiten, Klassenzahlen) und analytischen Objekten (L-Reihen, Modulfunktionen). Sein bekanntestes Ergebnis sind Klassenzahlformeln abelscher Körper über quadratischen Körpern (siehe Schriften). Mittels verallgemeinerter Dedekindscher Summen bildete er Klasseninvarianten reellquadratischer Zahlkörper. Nachdem Harold Stark das Klassenzahl-eins-Problem für imaginärquadratische Zahlkörper gelöst hatte, entwickelte Curt Meyer wenig später eine eigene Lösung. In späteren Arbeiten studierte er spezielle Körper vierten Grades (zum Beispiel als Klassenkörper) und erstellte umfangreiches Material zu elliptischen Einheiten.
Er hatte 16 Doktoranden. Curt Meyer lebte in Herkenrath (bis 1975 ein Stadtteil von Bensberg, ab 1975 von Bergisch Gladbach).

## Schriften
- Die Berechnung der Klassenzahl Abelscher Körper über quadratischen Zahlkörpern (= Mathematische Lehrbücher und Monographien: Abt. 2, Mathematische Monographien. Band 5). Akademie-Verlag, Berlin 1957. Teilweise zugleich Dissertation, Berlin 1950 unter dem Titel Berechnung der Klassenzahl für Zahlkörper, deren galloisscher Körper über einem quadratischen Zahlkörper abelsch ist.
- Bemerkungen zum Satz von Heegner-Stark über die imaginär-quadratischen Zahlkörper mit der Klassenzahl Eins. In: Journal für reine und angewandte Mathematik. Band 242, 1970.